# Coton de Tuléar
Il Coton de Tuléar è un cane da compagnia originario del Madagascar, nella zona di Toliara; deriva dall'incrocio di Bichon, giunti al seguito di commercianti che li imbarcavano per la caccia ai topi, con cani autoctoni dell'isola. Probabile, fra i suoi antenati, anche il Bedlingtown Terrier, da cui il dorso convesso, ricercato nel Coton, e il Papillon, che lasciò macchie sul mantello.

## Descrizione
Di piccola taglia, il peso è tra 3,5 e 5 kg per le femmine e 4-6 kg per i maschi, è un cane gioioso e affettuoso, pur avendo una spiccata personalità. Affezionatissimo al suo capobranco e a tutta la famiglia, adora comunque i suoi simili, specie se della medesima razza, e vive bene in gruppo con questi, ma tende a fare un po' il bulletto, nell'incontro con cani sconosciuti, se non ben socializzato. 
Nel relazionare con esso, quindi, si dovranno usare metodi gentili, in sintonia con la sua psiche. Non ama la solitudine, pertanto è inadatto a coloro che per vari motivi si troverebbero costretti a lasciarlo solo, oltre le 2/3 ore.
Caratteristico il mantello: lungo, folto, di consistenza simile al cotone (da cui il nome della razza), lievemente ondulato, non fa muta, ma richiede cure assidue e costanti onde evitare la formazione di nodi e l'infeltrimento.
Di colore bianco, a volte con lievi sfumature giallo/grigie, in genere sulle orecchie, tuttavia può presentare alla nascita focature più o meno accentuate, anche sul corpo.
Tali macchie tendono a schiarire, e spesso a scomparire completamente con la crescita.
Non molto diffuso, per reperirlo è consigliabile rivolgersi ad allevatori riconosciuti ENCI che si dedicano esclusivamente a tale razza, in quanto è facile incappare in soggetti di dubbia provenienza, con problemi di salute e/o caratteriali, o certificati d'origine fasulli.